# Saxifraga pentadactylis
Saxifraga pentadactylis är en stenbräckeväxtart. Saxifraga pentadactylis ingår i Bräckesläktet som ingår i familjen stenbräckeväxter.

## Underarter
Arten delas in i följande underarter:
- S. p. losae
- S. p. pentadactylis
- S. p. suaveolens

## Bildgalleri

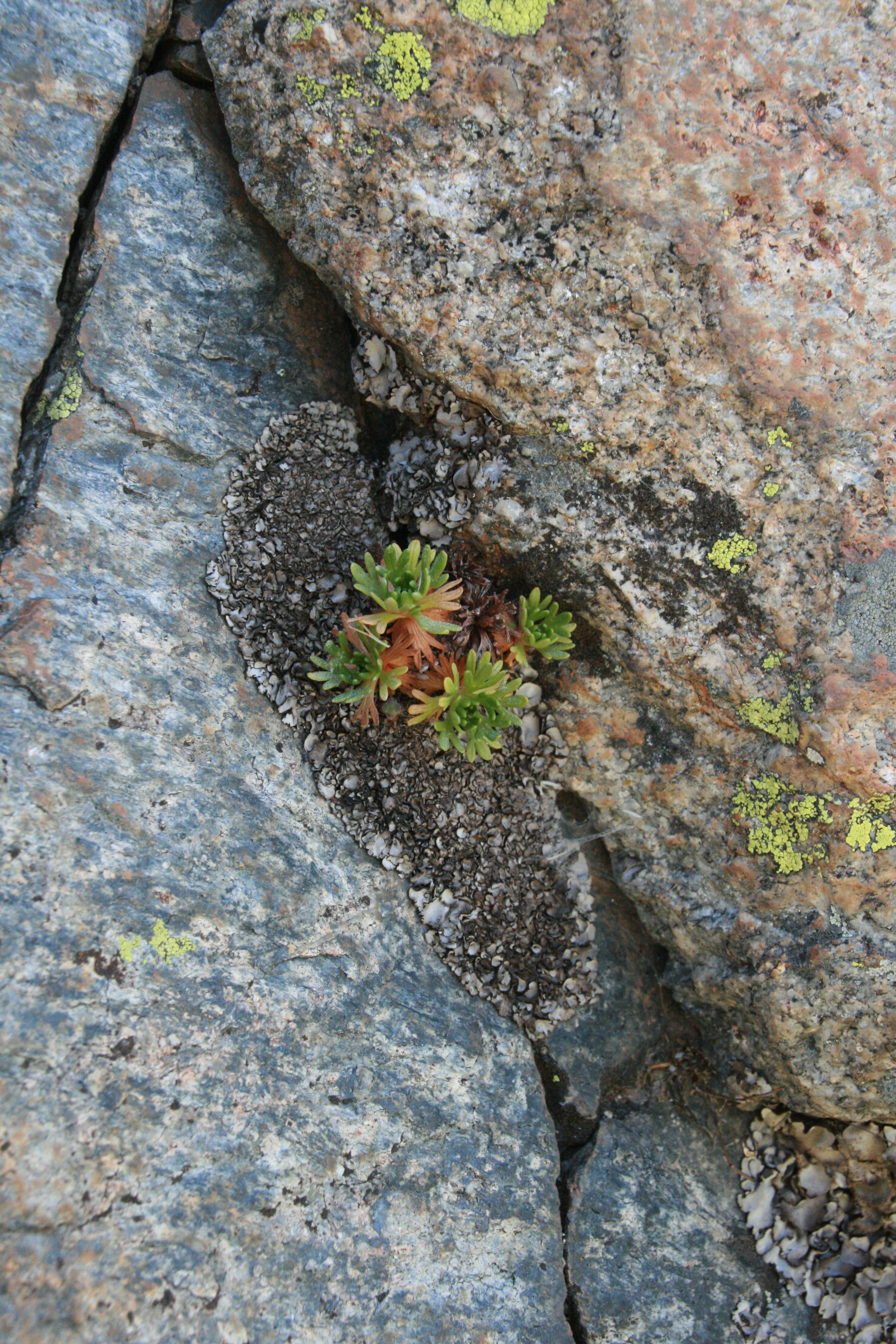